# Dyscia dodonaeeti
Dyscia dodonaeeti är en fjärilsart som beskrevs av Edward P. Wiltshire 1986. Dyscia dodonaeeti ingår i släktet Dyscia och familjen mätare. Inga underarter finns listade i Catalogue of Life.